# Porcellidium tenuicauda
Porcellidium tenuicauda är en kräftdjursart som beskrevs av Claus 1860. Porcellidium tenuicauda ingår i släktet Porcellidium och familjen Porcellidiidae. Inga underarter finns listade i Catalogue of Life.